# Ronde van Frankrijk 1959
| Route van de Ronde van Frankrijk 1959. |                      |              |
| Eindklassement                         |                      |              |
| Algemeen klassement                    | Federico Bahamontes  | 123u 46' 45" |
| Tweede                                 | Henry Anglade        | + 4' 01"     |
| Derde                                  | Jacques Anquetil     | + 5' 05"     |
| Vierde                                 | Roger Rivière        | + 5' 17"     |
| Vijfde                                 | François Mahé        | + 8' 22"     |
| Zesde                                  | Ercole Baldini       | + 10' 18"    |
| Zevende                                | Jean Adriaensens     | + 10' 18."   |
| Achtste                                | Jos Hoevenaars       | + 11' 02"    |
| Negende                                | Gérard Saint         | + 17' 40"    |
| Tiende                                 | Jean Brankart        | + 20' 38"    |
| Rode Lantaarn                          | Louis Bisiliat (65e) | + 3h 12' 35" |
| Puntenklassement                       | André Darrigade      | 613 punten   |
| Tweede                                 | Gérard Saint         | 524 punten   |
| Derde                                  | Jacques Anquetil     | 503 punten   |
| Bergklassement                         | Federico Bahamontes  | 73 punten    |
| Tweede                                 | Charly Gaul          | 68 punten    |
| Derde                                  | Gérard Saint         | 65 punten    |
| Ploegenklassement                      | België               | 372h 02' 13" |
| Tweede                                 | Frankrijk            | -            |
| Derde                                  | Centre-Midi          | -            |

De 46e editie van de Ronde van Frankrijk ging van start op 25 juni 1959 in Mulhouse en eindigde op 18 juli in Parijs. Er stonden 120 renners verdeeld over 10 ploegen aan de start.
- Aantal ritten: 22
- Totale afstand: 4391 km
- Gemiddelde snelheid: 35.474 km/u
- Aantal deelnemers: 120
- Aantal uitgevallen: 55

## Verloop
Het Franse team was op papier erg sterk, met kopmannen Jacques Anquetil en Roger Rivière, terwijl ook Louison Bobet en Raphaël Géminiani in staat moesten worden geacht de Tour te winnen. De kracht was echter ook een zwakte: Anquetil en Rivière beschouwden elkaar meer als rivalen dan als teamgenoten.
In de derde etappe reed een groep van 13 man meer dan 10 minuten weg bij het peloton. Robert Cazala pakte zowel de etappe als de gele trui. Hij hield de koppositie tot de negende etappe, toen een Belgische aanval Eddy Pauwels, een andere rijder uit de ontsnapping aan de leiding bracht.
In de Pyreneeën had Charly Gaul een inzinking, bevangen door de hitte was hij uitgeschakeld voor de eindoverwinning. Henry Anglade, rijdend voor het regionale team Centre-Midi, won de volgende etappe en was met een tweede plaats de hoogstgeklasseerde van de favorieten. Federico Bahamontes won de klimtijdrit op de Puy-de-Dôme, en gaf daarmee aan dat hij dit keer niet zoals andere jaren vooral op het bergklassement gericht was, maar een belangrijke kandidaat om de Tour ook te winnen.
In de eerste Alpenetappe vielen Bahamontes en Gaul samen aan. Gaul won de etappe, en Bahamontes de gele trui. In de resterende etappes deden Anquetil en Rivière nog wel wat aanvallen, maar niet erg hard, en ze hielpen zelfs Bahamontes terug te komen bij Anglade, toen die de gele trui dreigde te pakken. Het Franse publiek was zwaar teleurgesteld in de beide favorieten, en sloot in plaats daarvan Anglade, die uiteindelijk tweede was geworden, in zijn hart.
Op 14 juli 1959 - tijdens de 18e rit, gewonnen door Ercole Baldini - werd er voor de eerste maal een helikopter ingezet, om rechtstreekse beelden uit te zenden op televisie.

## Belgische en Nederlandse prestaties
In totaal namen er twaalf Belgen en acht Nederlanders deel aan de Tour van 1959.

### Belgische etappezeges
- Marcel Janssens won de 10e etappe van Bayonne naar Bagnères-de-Bigorre

### Nederlandse etappezeges
- In 1959 was er geen Nederlandse etappeoverwinning

## Etappe-overzicht

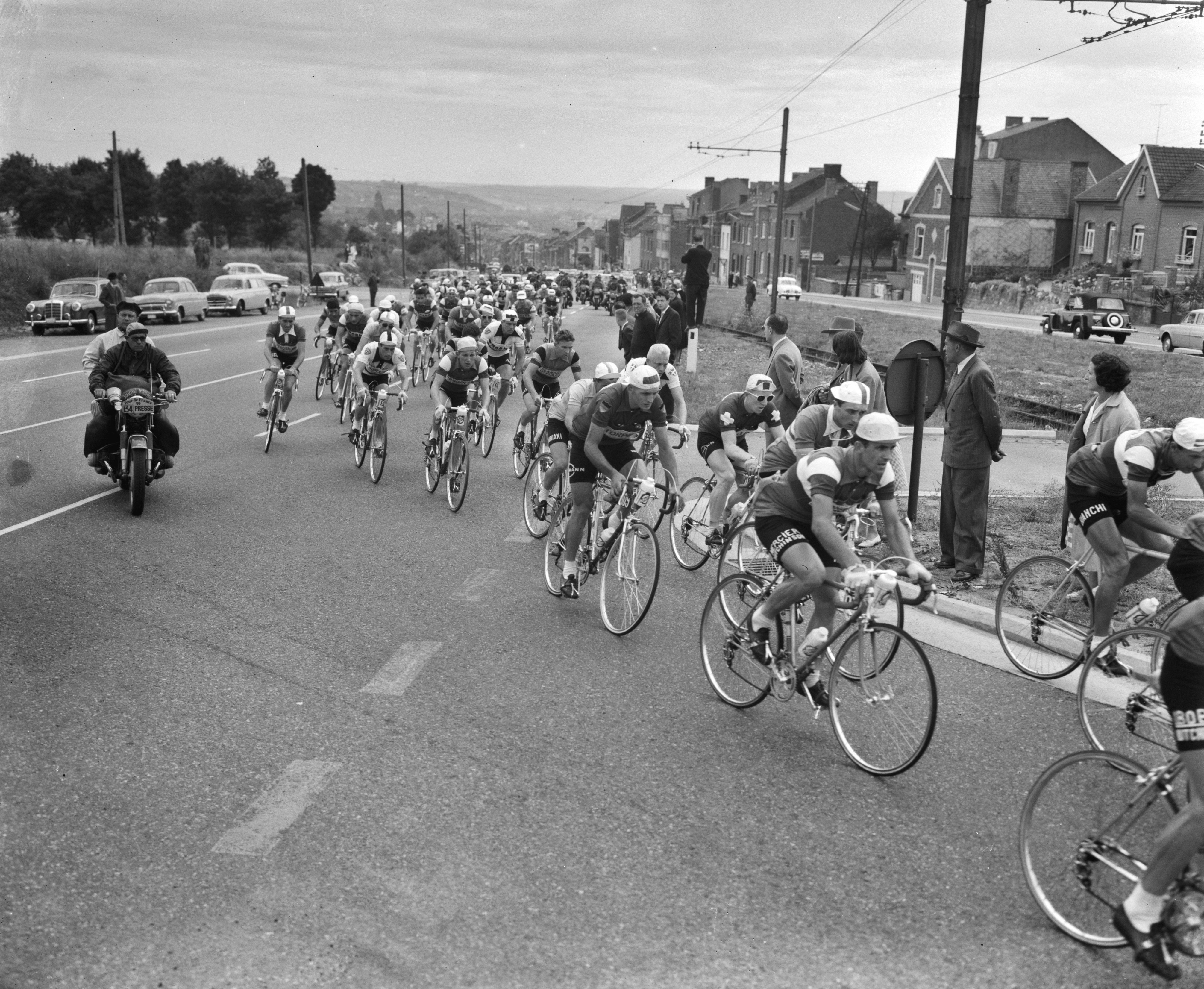
Peloton

- 1e Etappe Mulhouse - Metz: André Darrigade (Fra)
- 2e Etappe Metz - Namen: Vito Favero (Ita)
- 3e Etappe Namen - Roubaix: Robert Cazala (Fra)
- 4e Etappe Roubaix - Rouen: Dino Bruni (Ita)
- 5e Etappe Rouen - Rennes: Jean Graczyk (Fra)
- 6e Etappe Rennes - Blain/Nantes: Roger Rivière (Fra)
- 7e Etappe Nantes - La Rochelle: Roger Hassenforder (Fra)
- 8e Etappe La Rochelle - Bordeaux: Michel Dejouhannet (Fra)
- 9e Etappe Bordeaux - Bayonne: Marcel Queheille (Fra)
- 10e Etappe Bayonne - Bagnères-de-Bigorre: Marcel Janssens (Bel)
- 11e Etappe Bagnères-de-Bigorre - Saint Gaudens: André Darrigade (Fra)
- 12e Etappe Saint-Gaudens - Albi: Rolf Graf (Zwi)
- 13e Etappe Albi - Aurillac: Henry Anglade (Fra)
- 14e Etappe Aurillac - Clermont-Ferrand: André Le Dissez (Fra)
- 15e Etappe Tijdrit Puy-de-Dôme: Federico Bahamontes (Spa)
- 16e Etappe Clermont-Ferrand - Saint-Étienne: Dino Bruni (Ita)
- 17e Etappe Saint-Étienne - Grenoble: Charly Gaul (Lux)
- 18e Etappe Grenoble - Saint-Vincent: Ercole Baldini (Ita)
- 19e Etappe Saint-Vincent - Annecy: Rolf Graf (Zwi)
- 20e Etappe Annecy - Châlon-sur-Saône: Brian Robinson (GBr)
- 21e Etappe Seurre - Dijon: Roger Rivière (Fra)
- 22e Etappe Dijon - Parijs: Joseph Groussard (Fra)

## In populaire cultuur
Van 1947 tot en met 1964 tekende de Belgische striptekenaar Marc Sleen een jaarlijks humoristisch verslag van alle ritten van de Ronde van Frankrijk in zijn stripreeks  De Ronde van Frankrijk Ook de Tour van 1959 was hierbij.
 winnaars gele trui · 
 puntenklassement · 
 bergklassement · 
 jongerenklassement · 
 tussensprintklassement · 
 combinatieklassement · 
 ploegenklassement · 
 strijdlust · 
rode lantaarn
records · meeste deelnames · ranglijst etappewinnaars · bekende beklimmingen · valpartijen · dopinggevallen · Grand Départ · Souvenir Henri Desgrange
1903 · 
1904 · 
1905 · 
1906 · 
1907 · 
1908 · 
1909 · 
1910 · 
1911 · 
1912 · 
1913 · 
1914 ·
1915 ·
1916 ·
1917 ·
1918 · 
1919 · 
1920 · 
1921 · 
1922 · 
1923 · 
1924 · 
1925 · 
1926 · 
1927 · 
1928 · 
1929 · 
1930 · 
1931 · 
1932 · 
1933 · 
1934 · 
1935 · 
1936 · 
1937 · 
1938 · 
1939 · 
1940 ·
1941 ·
1942 ·
1943 ·
1944 ·
1945 ·
1946 ·
1947 · 
1948 · 
1949 · 
1950 · 
1951 · 
1952 · 
1953 · 
1954 · 
1955 · 
1956 · 
1957 · 
1958 · 
1959 · 
1960 · 
1961 · 
1962 · 
1963 · 
1964 · 
1965 · 
1966 · 
1967 · 
1968 · 
1969 · 
1970 · 
1971 · 
1972 · 
1973 · 
1974 · 
1975 · 
1976 · 
1977 · 
1978 · 
1979 · 
1980 · 
1981 · 
1982 · 
1983 · 
1984 · 
1985 · 
1986 · 
1987 · 
1988 · 
1989 · 
1990 · 
1991 · 
1992 · 
1993 · 
1994 · 
1995 · 
1996 · 
1997 · 
1998 · 
1999 · 
2000 · 
2001 · 
2002 · 
2003 · 
2004 · 
2005 · 
2006 · 
2007 · 
2008 · 
2009 · 
2010 · 
2011 · 
2012 · 
2013 · 
2014 · 
2015 · 
2016 · 
2017 · 
2018 · 
2019 ·
2020 · 
2021 · 
2022 · 
2023 · 
2024 · 
2025